# Donne Breytenbach
Pour les articles homonymes, voir Breytenbach.
Donne Breytenbach, née le 30 avril 2002, est une judokate sud-africaine.

## Carrière
Donne Breytenbach est médaillée d'argent dans la catégorie des moins de 57 kg aux championnats d'Afrique 2021 à Dakar.